# NGC 6290
NGC 6290 é uma galáxia espiral barrada (SBa) localizada na direcção da constelação de Draco. Possui uma declinação de +58° 58' 15" e uma ascensão recta de 17 horas, 00 minutos e 56,4 segundos.
A galáxia NGC 6290 foi descoberta em 13 de Agosto de 1885 por Lewis A. Swift.